# 蘭德斯維爾 (印第安納州)
蘭德斯維爾（英語：Landersdale）是位於美國印地安納州摩根縣的一個非建制地區。該地的面積和人口皆未知。